# Favorí (filòsof)
Favorí (en llatí Favorinus, en grec antic Φαβωρῖνος) fou un filòsof grec, seguidor d'Aristòtil i de l'escola peripatètica. Només el menciona Plutarc (Sympos. 7.10). No se li coneixen obres ni se segura l'època en què va viure, però no és coincident amb Favorí d'Arle.